# Desafío Levantemos Chile
Desafío Levantemos Chile es una organización no gubernamental (ONG) que se creó en 2010, que fue liderada por el empresario Felipe Cubillos,  luego del terremoto que asoló al país, de manera de prestar ayuda a la gente damnificada por el sismo, recuperando escuelas de las regiones afectadas con el siniestro.

## Inicios
Un grupo de personas aficionadas a la náutica decidió juntarse tras el terremoto que afectó Chile en 2010, para ir en ayuda de las personas que resultaron damnificadas, luego de visitar el balneario de Iloca y dimensionar la magnitud del evento.  El grupo decidió hacerse cargo de reponer todas las escuelas dañadas por el terremoto y ayudar a los pescadores, de manera que pudiesen llevar su sustento al hogar nuevamente. Se focalizaron en sectores rurales y caletas de la Región del Maule y de la Región del Biobío por ser las más afectadas del país.
El 2 de septiembre de 2011, a las 17:48, un avión de la Fuerza Aérea Chilena se hundió en los mares del Archipiélago Juan Fernández. En este hecho murieron (entre otros) el fundador de este programa Felipe Cubillos, el conocido presentador Felipe Camiroaga, y el periodista Roberto Bruce.
Sin embargo, se continuó con el legado de su fundador Felipe Cubillos, y Desafío Levantemos Chile, continuó con su labor de canalizar y ejecutar la solidaridad de los chilenos hacia sus compatriotas más desfavorecidos, sobre todo en situaciones de catástrofes naturales, tan ocurrentes en Chile. Alcanzado con ello, la organización  una gran notoriedad,  prestigio y confianza del público.
Otro de los factores que ha caracterizado la labor de esta ONG, fundada por Felipe Cubillos, es su transparencia y la utilización de internet para ofertar las solicitudes de solidaridad con causas de interés general pero también de proyectos de interés individual de personas que necesitan de ayuda, especialmente para volver a emprender, siguiendo de esta manera la estela de su fundador, el empresario, abogado y navegante Felipe Cubillos en febrero de 2010, con los pescadores de Iloca.